# Incêndios florestais no Brasil em 2024
Os incêndios florestais no Brasil em 2024 atingiram mais de 29,7 milhões hectares de janeiro a novembro, afetando sobretudo áreas úmidas tropicais no Pantanal brasileiro, Cerrado e a Amazônia. Segundo dados de satélite do Instituto Nacional de Pesquisas Espaciais, o número de incêndios desde o início de 2024 até 10 de junho apresentou um aumento de 935% em relação ao mesmo período de 2023, com 1 315 incêndios registrados, contra 127 em 2023.
A área queimada de janeiro a novembro foi 90% maior que o mesmo período em 2023. Os incêndios ganharam as manchetes de jornais no Brasil e no mundo, em 24 de agosto de 2024, com uma série coordenada de incêndios criminosos.

## Origem
Cientistas climáticos observaram que a temporada de incêndios florestais de 2024 no Brasil começou mais cedo do que as temporadas típicas, que começam por volta de julho, e também foi mais intensa este ano devido à diminuição das chuvas em certas regiões, levando a uma seca prolongada.
O presidente brasileiro Luiz Inácio Lula da Silva prometeu acabar com o desmatamento ilegal na Amazônia até 2030 para reduzir o impacto do aquecimento global.

## Incêndios florestais

### Amazônia

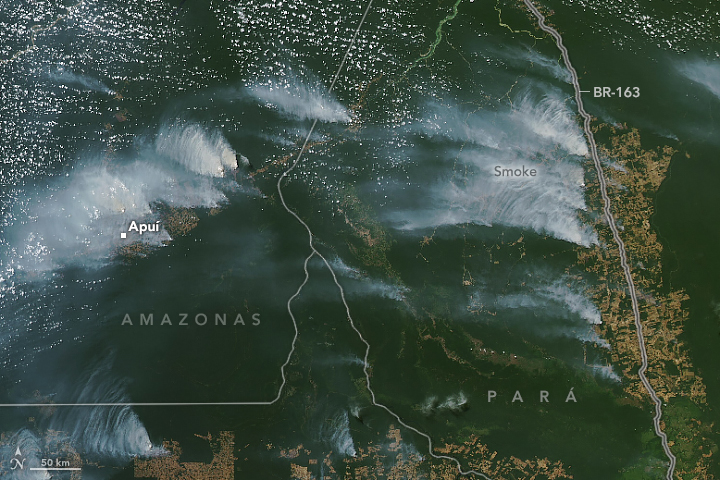
Imagem de satélite que mostra focos de incêndio na Amazônia (4 de agosto de 2024)

Em 1.º de julho, dados coletados por satélite indicaram que pelo menos 13 489 incêndios florestais ocorreram na Amazônia desde o início do ano, a maior quantidade de incêndios florestais no primeiro semestre do ano em vinte anos, e um aumento de 61% em relação a 2023. O porta-voz do Greenpeace brasileiro, Rômulo Batista, afirmou que o aquecimento global e a diminuição das chuvas criaram ambientes mais secos, o que fez com que a vegetação ficasse mais seca e, portanto, mais suscetível à propagação de incêndios.
Em 27 de agosto, o governador do Pará, Helder Barbalho, decretou estado de emergência e proibiu o uso de fogo em todo o território paraense devido às queimadas que atingem cidades de todo o país, incluindo o Pará. O decreto prevê a proibição da utilização do fogo, inclusive para limpeza de manejo de áreas, em todo o Pará, pelo período de 180 dias, podendo ser prorrogado pelo mesmo período.

### Pantanal

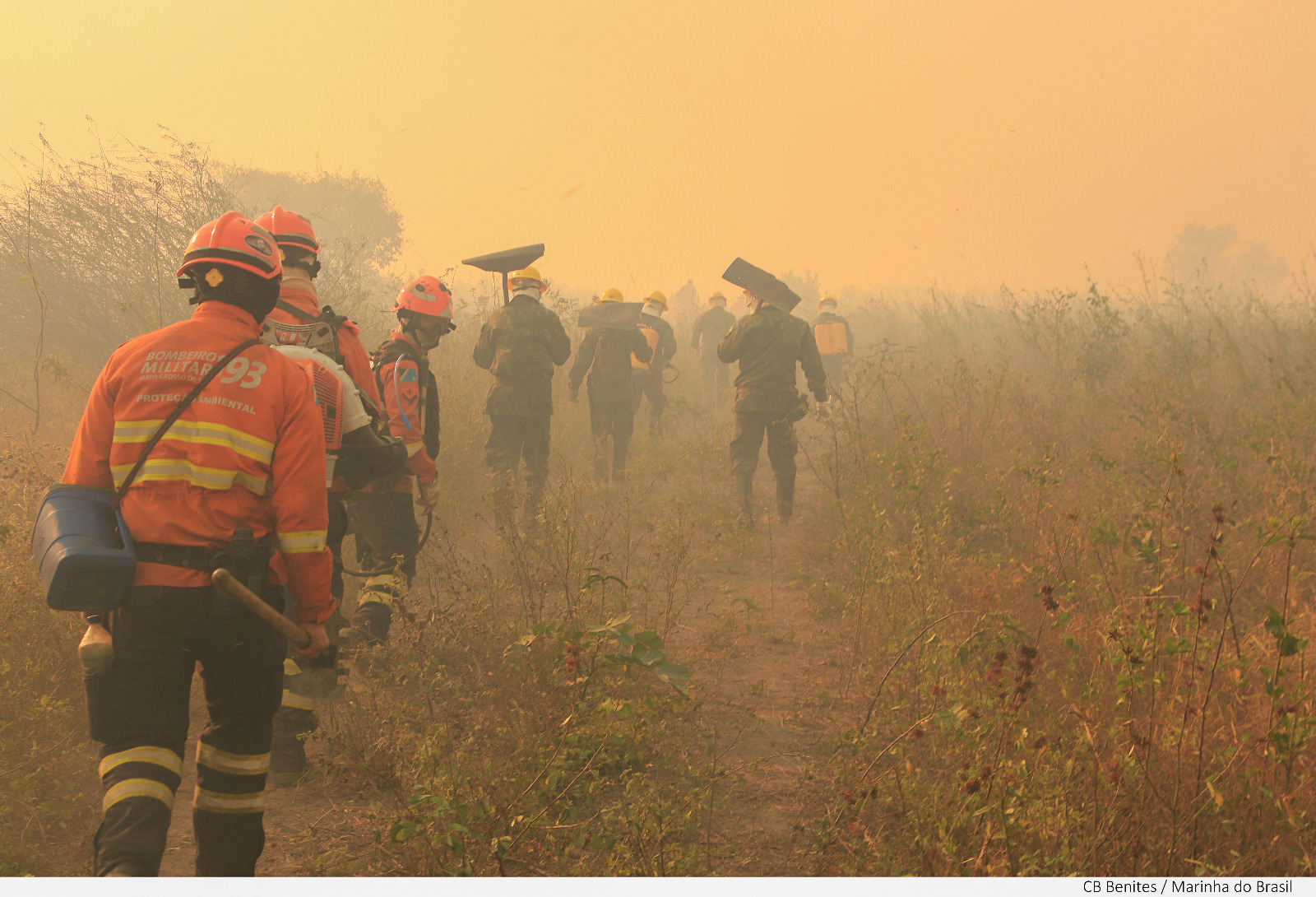
Combate a incêndios no Pantanal em 26 de junho

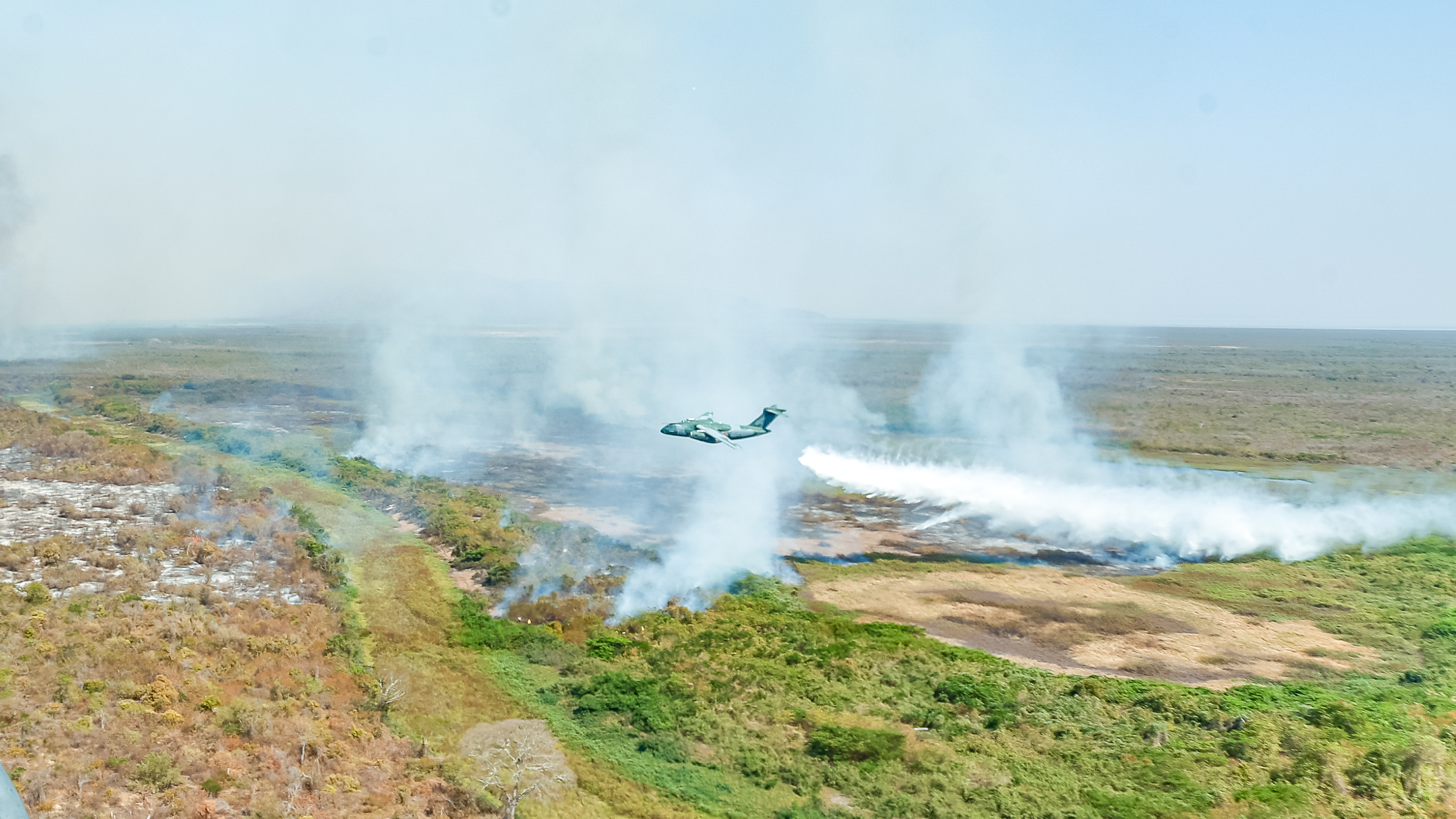
Aeronaves em combate a incêndios em Corumbá, Mato Grosso do Sul, em 31 de julho.

Nas duas primeiras semanas de junho, 2 639 incêndios queimaram 32 mil hectares do Pantanal, seis vezes o maior número de incêndios na região em junho, em comparação com qualquer ano anterior. O número aumentou para mais de 760 mil hectares (1,8 milhões de acres) em 9 de julho, queimando mais de 4% dos 16,9 milhões de hectares (42 milhões de acres) de áreas úmidas. Grandes áreas de terra com arbustos densos e vida selvagem foram queimadas e transformadas em um "tapete de cinzas brancas", com pedaços de entulho subindo e descendo ao redor das áreas afetadas. A intensidade e o alcance dos incêndios florestais foram agravados por ventos fortes que sopravam a até 40 km por hora.
Os incêndios de tamanha gravidade ameaçaram a maioria da fauna natural, incluindo tamanduás, onças, antas, jacarés e sucuris. Um total de 3 538 incêndios florestais foram registrados na região até 1.º de julho, um aumento de 40% em relação a 2020, o ano com mais incêndios florestais na região. Os esforços para extinguir os incêndios foram complicados pelos ventos fortes e pelo relevo das zonas úmidas, que dificultavam o acesso e a circulação. A fumaça dos incêndios florestais fez com que vários hospitais de Corumbá ficassem lotados de vítimas de inalação de fumaça e sintomas respiratórios, afetando principalmente crianças (<5 anos) e idosos acima de 65 anos. Os trabalhadores de resgate de animais relataram que centenas de animais foram mortos devido à inalação de fumaça e queimaduras, incluindo sapos, cobras, macacos e onças.
Em abril, as autoridades estaduais do Mato Grosso do Sul declararam "estado de emergência ambiental" devido aos baixos níveis de precipitação que interromperam as habituais inundações sazonais, agravando as condições para potenciais incêndios florestais em muitas partes da região. O governo do estado de Mato Grosso do Sul emitiu uma declaração de emergência em 24 de junho. O governo federal aumentou o tamanho de sua força-tarefa de combate a incêndios florestais, enquanto a Força Aérea Brasileira lançou 48 mil litros de água em 6 e 7 de julho. O bombeiro Cabo Sena relatou que os incêndios florestais geralmente reapareciam 24 horas após serem extintos. Folhetos sobre prevenção de incêndios foram distribuídos à população local na região dos incêndios, com vários especialistas e cidadãos solicitando que o governo brasileiro invista mais na educação sobre prevenção de incêndios. Em agosto de 2024, o governo boliviano pediu apoio ao Brasil no combate aos incêndios florestais. No Pantanal, área de fronteira entre os países, a Serra do Amolar foi recentemente atingida por um incêndio. O pedido de ajuda foi encaminhado à Agência Brasileira de Cooperação (ABC) e está sendo avaliado pelo Ministério das Relações Exteriores do Brasil.
Em 31 de agosto, o Instituto Brasileiro do Meio Ambiente e dos Recursos Naturais Renováveis (Ibama) multou duas empresas em mais de 100 milhões de reais por um incêndio de grandes proporções no Pantanal causado por trabalhadores de manutenção de uma linha férrea em Corumbá, no estado do Mato Grosso do Sul. O incêndio, que começou em 16 de agosto e foi controlado em 23 de agosto, destruiu mais de 17 mil hectares de vegetação e atingiu 12 propriedades rurais na região de Porto Esperança. A empresa responsável pela linha férrea recebeu multas de 50 milhões de reais por dano ambiental e 7,5 milhões de reais por descumprimento de licenciamento ambiental, enquanto a empresa terceirizada foi multada em 50 milhões de reais.
Em 7 de setembro, o Ibama autorizou o envio de brigadistas para Bolívia para combate a incêndios florestais com risco iminente ao Pantanal.
Em 11 de outubro, um incêndio de grandes proporções começou na área do Pantanal entre a fronteira dos estados de Mato Grosso do Sul e de Mato Grosso.

### Cerrado

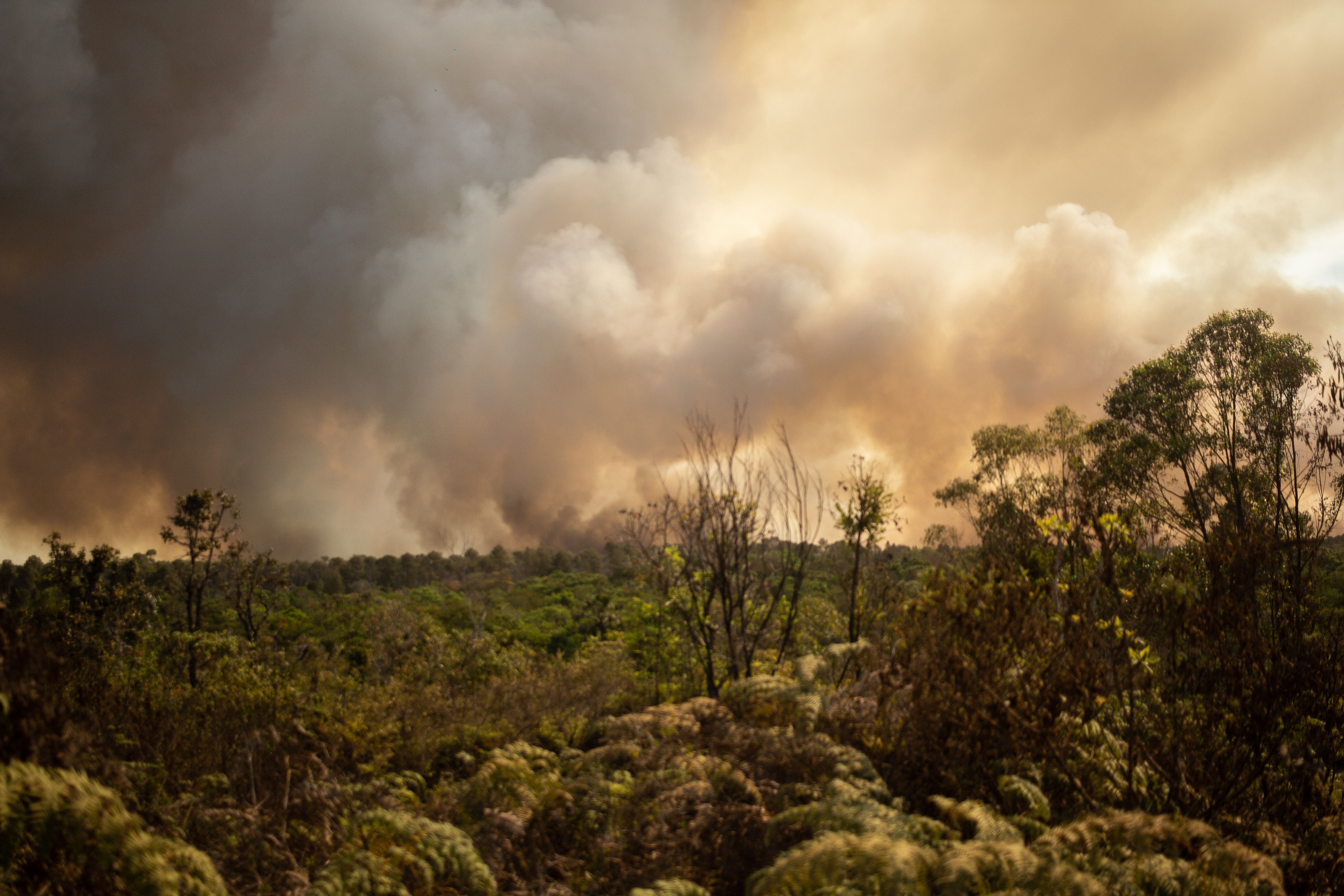
Incêndio na Floresta Nacional de Brasília em 3 de setembro

O Cerrado teve 13 229 incêndios florestais ocorridos no primeiro semestre do ano. Os incêndios generalizados fizeram com que o céu se enchesse de nuvens de fumaça e adquirisse uma cor vermelha, segundo os moradores.

### Rio de Janeiro
Em 13 de setembro, um homem foi preso ao ser flagrando colocando fogo em área de mata em Vassouras, no sul do estado do Rio de Janeiro. Um incêndio atingiu o quilombo mais antigo do Estado do Rio de Janeiro, em Valença.
Em 14 de setembro, o secretário de Meio Ambiente do Estado, Bernardo Rossi, anunciou o fechamento de todos os parques do Rio de Janeiro por causa de incêndios em todo o estado.
Os incêndios que estavam atingindo o Parque Estadual Serra da Concórdia e o Monumento Estadual da Serra da Beleza, em Valença, no Rio de Janeiro, desde 11 de setembro foram totalmente controlados e extintos entre os dias 15 e 16 do mesmo mês. Na Serra da Concórdia, o fogo destruiu uma área equivalente a 310 campos de futebol.
Em 17 de setembro, o Corpo de Bombeiros do Rio de Janeiro informou que, nos últimos cinco dias, o estado teve 1.404 incêndios florestais. Para combater e investigar o motivo de tantas queimadas em tão pouco tempo, o Ibama criou uma força-tarefa.
Em 18 de setembro, o Instituto Estadual do Ambiente (Inea) confirmou que os parques estaduais do Rio de Janeiro foram reabertos para visitação após os incêndios florestais.
Em 20 de setembro, a polícia identificou 34 suspeitos de causar incêndios criminosos em parques e reservas ambientais do Rio de Janeiro. Desses, 9 foram indiciadas e 5 tinham presas até o fim da manhã do mesmo dia.

### Distrito Federal

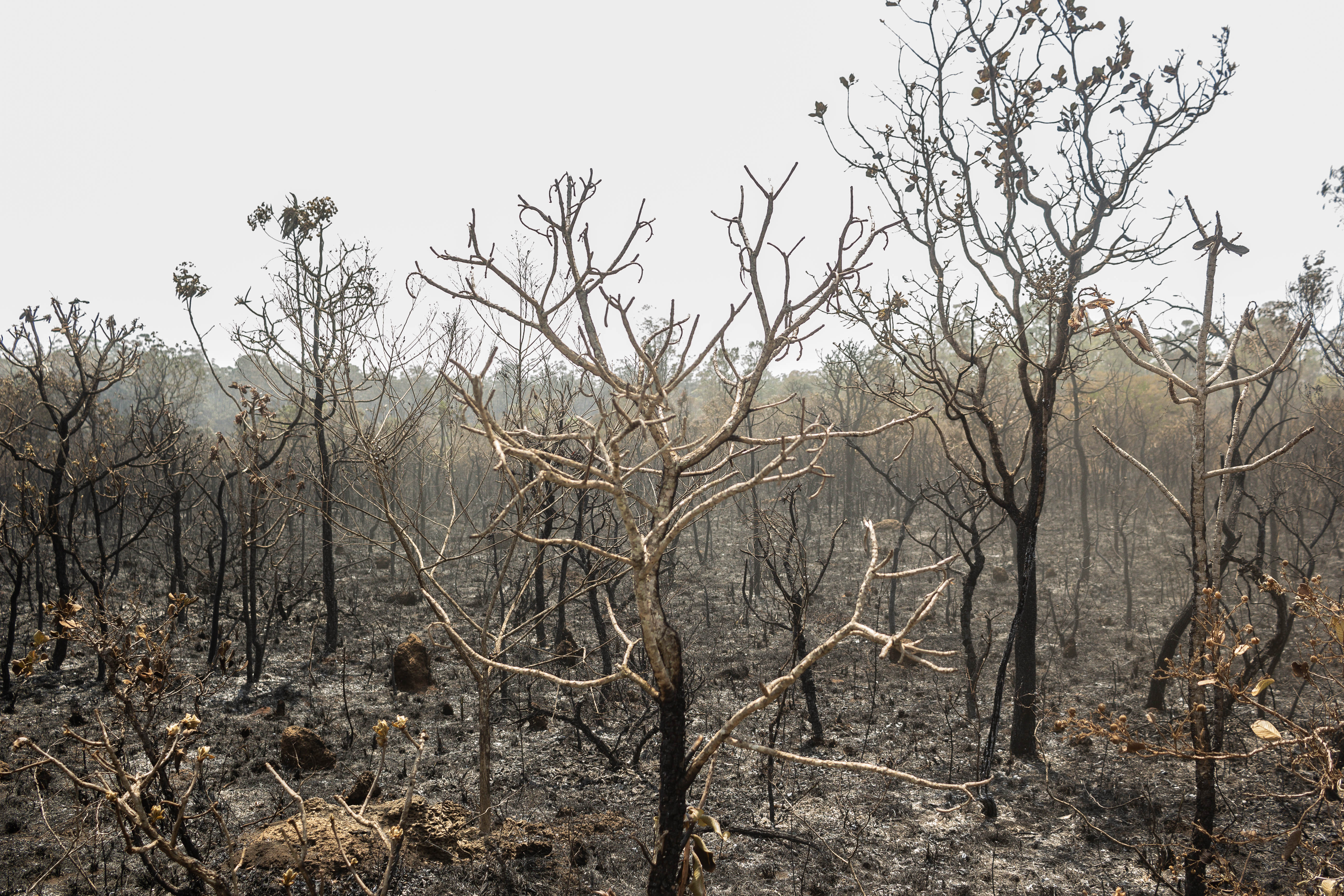
Vegetação queimada na Floresta Nacional de Brasília em 5 de setembro

Na manhã do dia 15 de setembro, um incêndio florestal começou a atingir a região do Parque Nacional de Brasília, também conhecido como Parque da Água Mineral. No começo da noite, o presidente do ICMBio, Mauro Pires, disse que o incêndio é criminoso. Segundo ele, o fogo começou na Granja do Torto e seguiu em direção ao Parque Nacional de Brasília.
No dia 16 de setembro, o Parque Nacional de Brasília entrou pelo segundo dia consecutivo. As aulas foram suspensas em 17 escolas de rede pública do Distrito Federal por causa da dos efeitos da fumaça e da fuligem.
No dia 17 de setembro, o Parque Nacional de Brasília entrou pelo terceiro dia consecutivo. As aulas foram suspensas em 29 escolas públicas do Distrito Federal por causa da dos efeitos da fumaça e da fuligem, marcando o segundo dia consecutivo de cancelamento na rede pública. As atividades foram suspensas nos centros olímpicos de Sobradinho e da Estrutural.

## Impacto atmosférico
A fumaça dos incêndios de São Paulo se juntou com a das queimadas recordes que atingem a Amazônia e o Pantanal, que já vinha afetando pelo menos dez estados nos dias anteriores, o que contribuiu com a piora da qualidade do ar e deixou o céu com coloração laranja e o sol avermelhado em várias cidades do interior paulista, principalmente entre 23 e 24 de agosto. O fim de tarde de 24 de agosto foi marcado por um brusco escurecimento mais cedo do céu e a noite seguiu com má visibilidade.

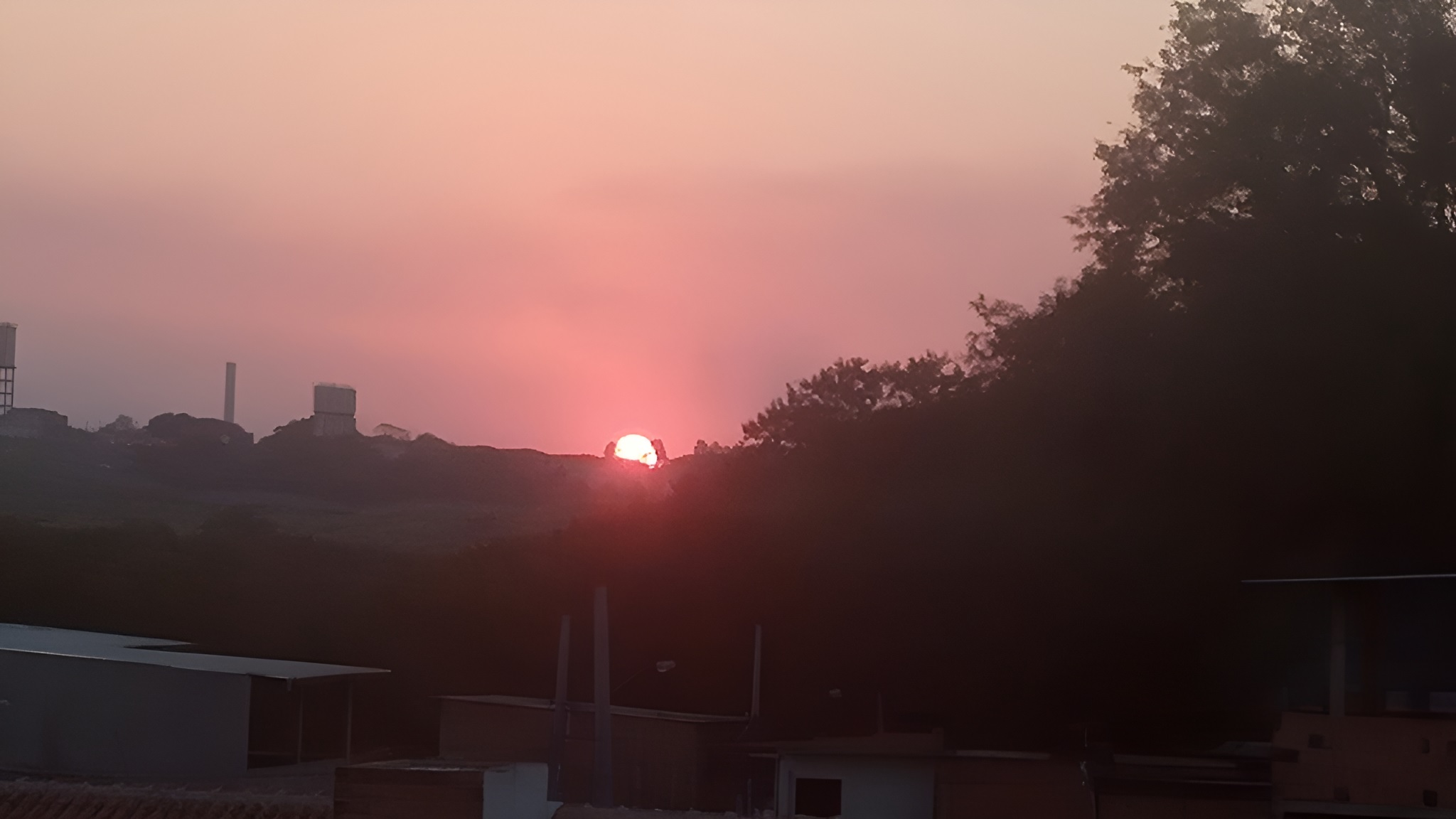
Pôr do sol avermelhado em Piracicaba, São Paulo, em função da fumaça dos incêndios em 18 de agosto.
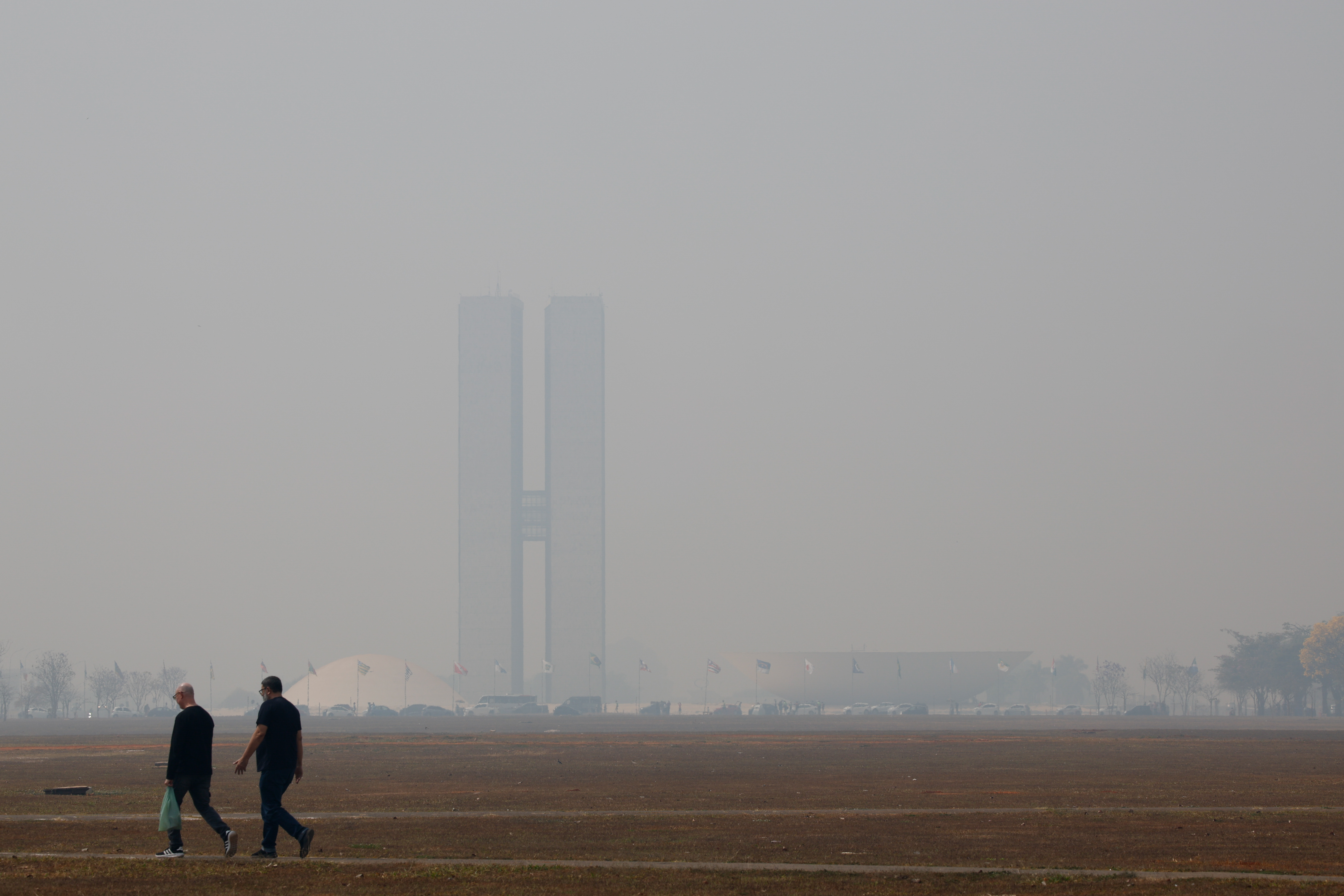
Fumaça de incêndios encobrindo Brasília no dia 25 de agosto
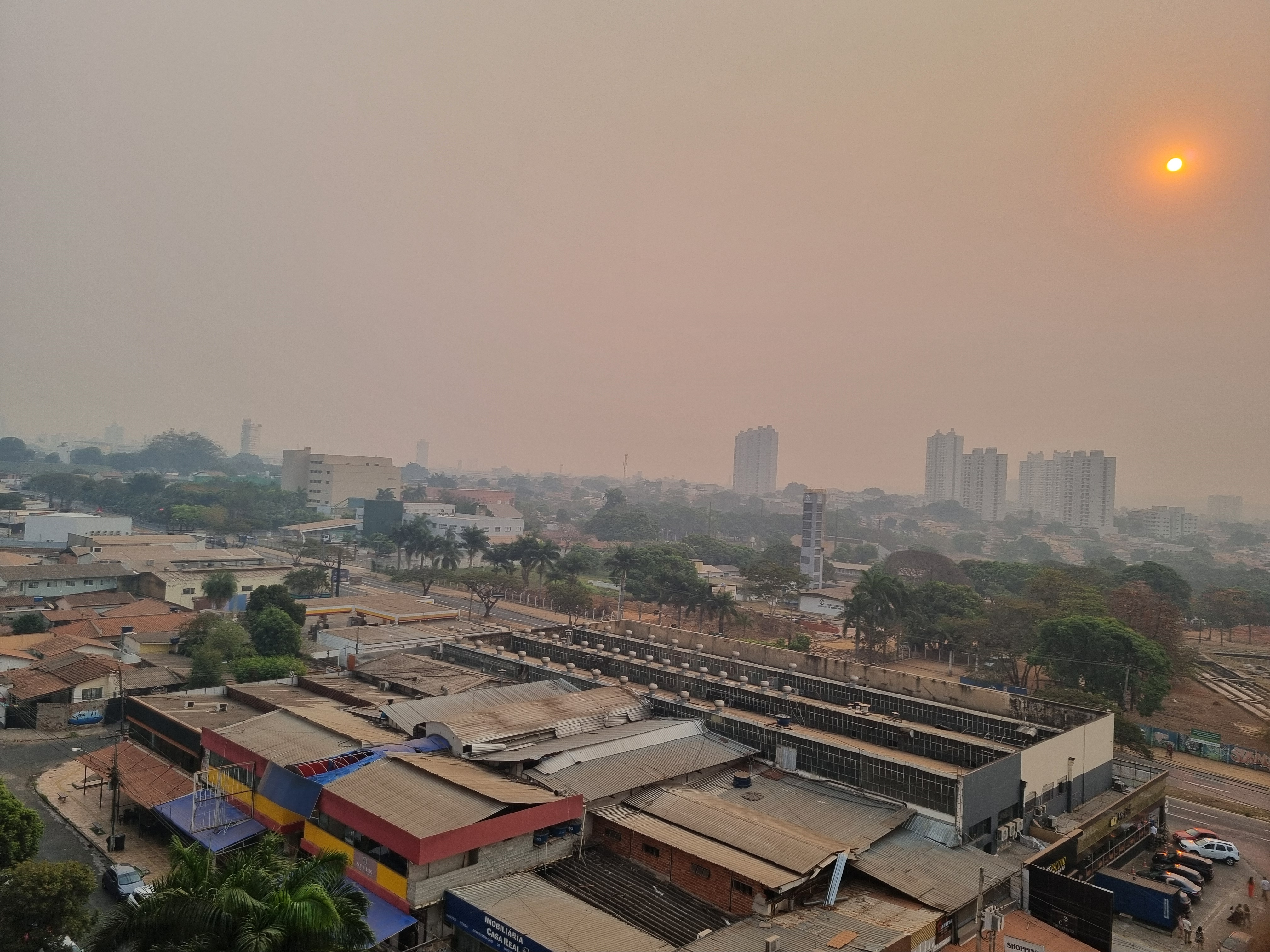
Céu esfumaçado em Goiânia devido aos incêndios em 25 de agosto
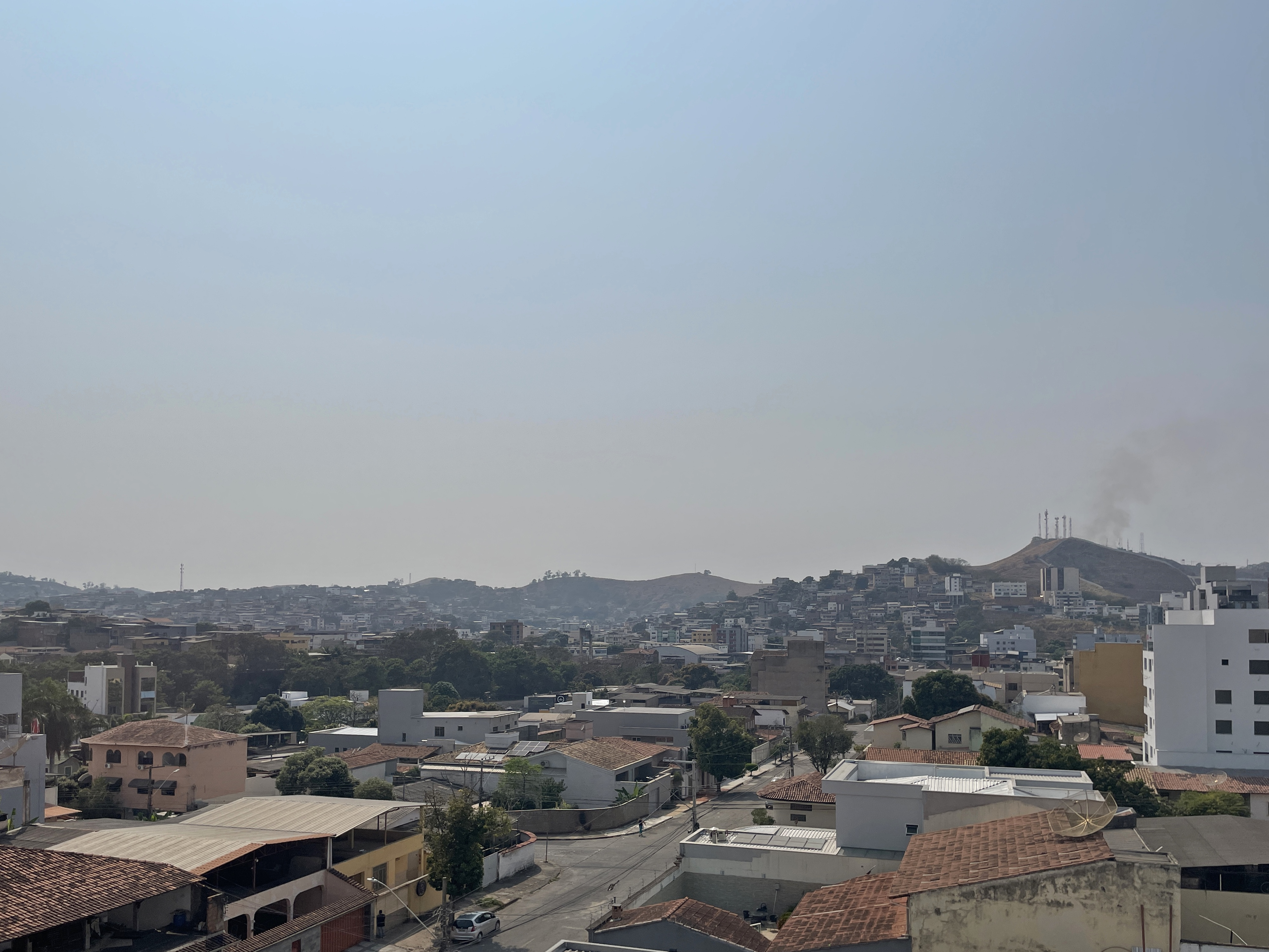
Céu esfumaçado em Ipatinga, Minas Gerais, em 6 de setembro.

## Reações

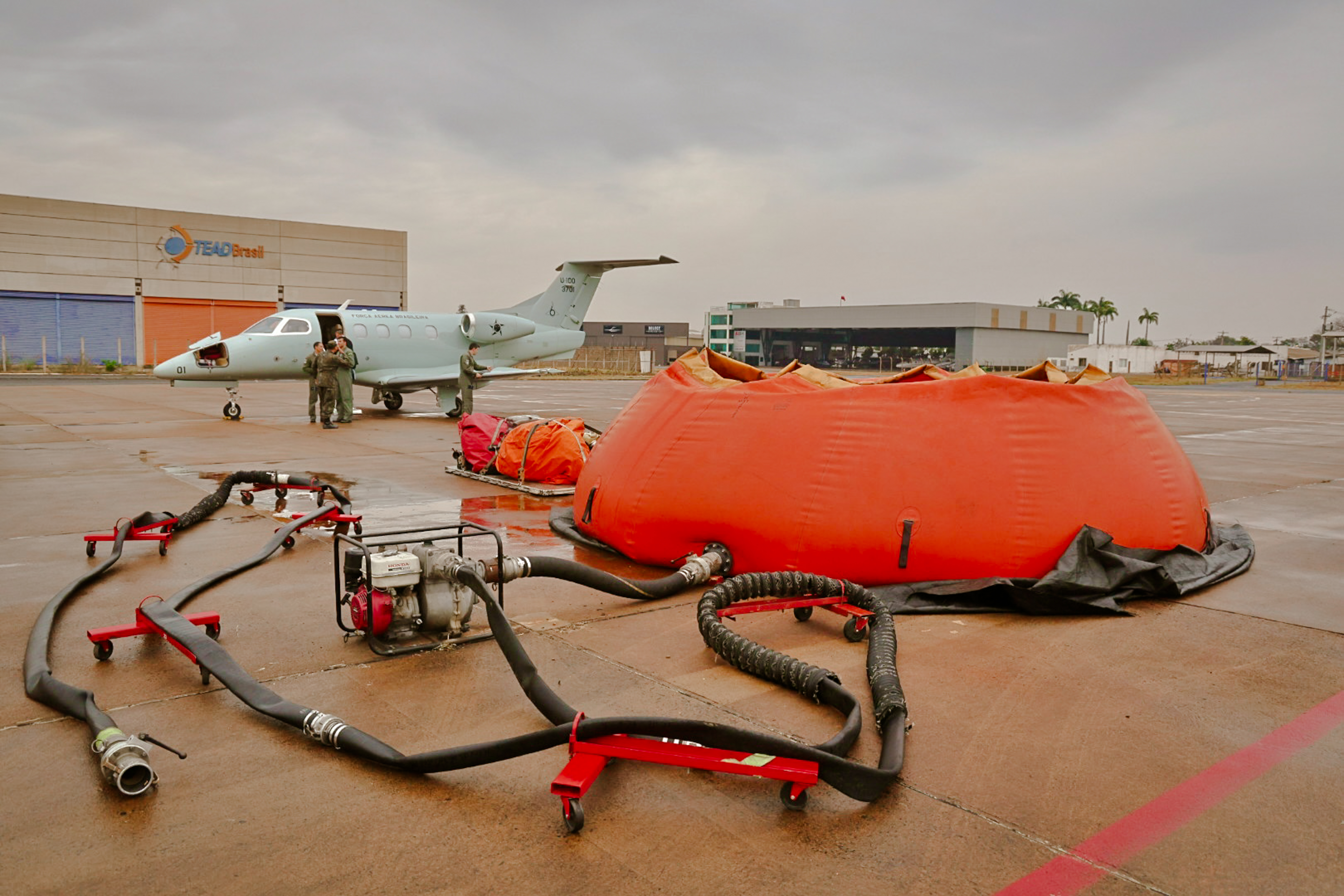
Operação de combate ao fogo sendo preparada no Aeroporto de Ribeirão Preto em 25 de agosto

Em 4 de setembro, durante uma sessão da Comissão de Meio Ambiente do Senado, a ministra do Meio Ambiente do governo Lula, Marina Silva, afirmou que dados apontam uma mudança no "perfil" dos incêndios que atingem a Floresta Amazônica. Marina disse que Amazônia perde umidade e área nativa com o avanço da crise climática e pode se tornar vulnerável a incêndios naturais nos próximos anos.
Em 10 de setembro, durante uma audiência de conciliação, o ministro do Supremo Tribunal Federal (STF), Flávio Dino, chamou as queimadas na Amazônia e Pantanal de "pandemia de incêndios florestais" e determinou a ampliação do efetivo de combate às queimadas nos dois biomas em cinco dias.
Em 12 de setembro, o secretário Nacional de Segurança Pública do Ministério da Justiça, Mário Sarrubbo, afirmou em entrevista à GloboNews que os autores dos incêndios criminosos recentes, em meio à maior estiagem da história do país, terão de indenizar a população e restaurar os biomas.
Informações coletadas pelo diário O Estado de S. Paulo evidenciam que o governo brasileiro já sabia desde o começo de 2024 sobre a grande possibilidade de um forte aumento dos incêndios. Especialistas ouvidos pelo mesmo jornal também afirmaram que o governo não teria agido de forma tempestiva para diminuir os efeitos dos desastres.
Em 15 de setembro, o ministro do Supremo Tribunal Federal (STF), Flávio Dino, estabeleceu um orçamento de emergência climática para combate a incêndios florestais.
Em 17 de setembro, na entrevista ao Bom Dia Ministro da EBC, a ministra do Meio Ambiente, Marina Silva, afirmou que o Brasil tem cerca de 5 milhões de quilômetros quadrados sob risco de pegar fogo, por ação criminosa, em meio à maior estiagem da história recente do país. O número representa quase 60% da área total do território brasileiro. Marina usou o termo "terrorismo climático" para se referir à ação de criminosos para atear fogo nas matas do país.